# Theodore Cole
Theodore Cole (Pittsburg, 6 febbraio 1893 – San Francisco, 16 dicembre 1937) è stato un criminale statunitense.
Insieme a Ralph Roe fu protagonista del secondo tentativo di fuga dalla prigione di Alcatraz, il primo riuscito.

## Biografia
Cole e Roe erano due celebri rapinatori di banche nello stato dell'Oklahoma; il 30 dicembre 1933, mentre stavano facendo un'ennesima rapina, aprirono una sparatoria contro la polizia locale ed al termine furono arrestati. Nel 1936 furono mandati ad Alcatraz, dove avrebbero dovuto scontare ancora un anno di detenzione. 
Il 16 dicembre 1937, Cole e Roe stavano riparando degli pneumatici presso l'officina di Alcatraz; verso le 13:30 di pomeriggio una guardia stava ispezionando il negozio dell'isola ed appena si accorse della loro assenza diede l'allarme. Due sbarre di ferro erano piegate e tre vetrate erano sfondate, segno che i due prigionieri erano riusciti a scappare senza farsi vedere. Una volta attraversata la finestra i due si fecero calare raggiungendo una rete metallica. Vennero anche favoriti dalla presenza di una fittissima nebbia. Inutili furono le ricerche, dato che la presenza delle loro impronte terminava sulla spiaggia.
Si crede che una volta arrivati sulla spiaggia, abbiano usato i loro pneumatici improvvisati come salvagenti. Al termine delle ricerche nella baia di San Francisco gli ufficiali presunsero che i due fossero affogati.
L'FBI, però, continuò ad investigare sulla terra ferma. Infatti, nei giorni successivi, fu continuamente comunicato alla polizia di presunti avvistamenti che si protrassero per mesi ed anni successivi. 
Nel 1941, un reporter di San Francisco Chronicle dichiarò che Roe si era trasferito in Sudamerica dove aveva trovato un lavoro da tassista. Le previsioni si rivelarono in parte corrette e Roe confessò che il compagno Cole era stato  rapinato e ucciso quattro anni prima da due ignoti.